# Долгосрочные эффекты бензодиазепинов
Долгосрочные эффекты бензодиазепинов включают зависимость от препаратов бензодиазепинового ряда, а также нарушения познавательных способностей, физического и психического здоровья. Выявлены значительные риски, связанные с долгосрочным приёмом данных препаратов. Тем не менее, отрицательные эффекты замечены не у всех пациентов, принимающих бензодиазепины в течение долгого времени.
Исследования показывают, что снижение дозы или полный отказ от бензодиазепинов приводит к снижению тревожных нарушений. С зависимостью от этих препаратов связан ряд побочных эффектов, таких как депрессия и гриппоподобные симптомы. Из-за серьёзных соматических и психических проблем, возникающих при долгосрочном употреблении бензодиазепинов, большинству пациентов рекомендуется медленная постепенная отмена при выведении из бензодиазепиновой зависимости.
Некоторые из симптомов при долгосрочном употреблении бензодиазепинов включают эмоциональную тусклость, тошноту, головные боли, головокружение, раздражительность, летаргические состояния, проблемы со сном, нарушения памяти, личностные изменения, агрессию, депрессию, агорафобию (боязнь открытых пространств или скоплений людей), тревожность, приступы паники, социальную дезадаптацию, а также проблемы в трудовой деятельности. В то время как бензодиазепины очень эффективны в краткосрочном периоде, негативные последствия, связанные с их долгосрочным использованием (включающие нарушение познавательных способностей, проблемы с памятью, резкие изменения настроения, риск передозировки при приёме вместе с другими препаратами), перевешивают их положительные эффекты. Кроме того, бензодиазепины считаются препаратами, способными вызывать привыкание: физическая зависимость может развиться в течение нескольких недель или месяцев с начала приёма. Многие из этих отрицательных эффектов долгосрочного употребления уменьшаются или исчезают в течение срока от трёх до шести месяцев после прекращения приёма бензодиазепинов.
Оправданность длительного приёма данных препаратов является спорным вопросом, который вызывает серьёзные разногласия среди медиков. Обсуждение этой проблемы происходит на политическом уровне, например в Великобритании. Поднимались также вопросы недобросовестных отношений между медицинскими компаниями и правительственными организациями в связи с замалчиванием опасности бензодиазепиновых препаратов.

## История
Бензодиазепиновые препараты появились в 1961 году и считались безопасными лекарствами, однако впоследствии были выявлены серьёзные негативные эффекты, связанные с их долгосрочным употреблением. Большинство проблем возникает именно в результате длительного, а не краткосрочного приёма бензодиазепинов. Исследования показали, что длительный их приём наносит существенный вред организму, особенно в высоких дозах. Министерство здравоохранения Великобритании рекомендует пациентам, принимающим бензодиазепины в течение долгого срока, проходить специальный осмотр не реже чем раз в три месяца. Долгосрочные эффекты от приёма бензодиазепинов очень схожи с долгосрочными эффектами зависимости от алкоголя и других седативных и успокоительных препаратов: симптомы зависимости и симптомы при прекращении приёма почти идентичны. Отчёт Королевского колледжа  психиатров (Великобритания) 1987 года показал, что негативные эффекты долгосрочного приёма бензодиазепинов в большинстве случаев очень существенно превосходят какие-либо положительные эффекты. Несмотря на это, бензодиазепины по-прежнему широко прописывают. Социологические и экономические исследования показали, что отрицательные последствия их длительного употребления оказывают значительное негативное влияние на общественную жизнь и экономику.

## Нарушения физического и психического здоровья
Долгосрочное употребление бензодиазепинов может привести к появлению или обострению соматических или психических проблем, которые исчезают, как правило, через несколько месяцев после прекращения приёма препаратов. В течение периода от 3 до 6 месяцев после прекращения приёма бензодиазепинов в ходе курса постепенной отмены наблюдается явное улучшение психического и физического здоровья.
Долгосрочные эффекты приёма могут включать расторможенное поведение, расстройства концентрации внимания и памяти, депрессию, а также сексуальные нарушения. Большинство пациентов, прекративших принимать седативные и успокоительные препараты и не принимающих бензодиазепины в течение 6 месяцев, отмечают уменьшение тревожных расстройств, проблем со сном, депрессивных состояний и заявляют об общем улучшении самочувствия на протяжении следующих 6 месяцев.
Исследования показали, что проблемы примерно половины пациентов, обращающихся к психиатру с жалобами на тревожные расстройства, такие как панические приступы или социофобия, вероятно, являются следствием зависимости от алкоголя или бензодиазепиновых препаратов. В некоторых случаях тревожные расстройства имели место до начала зависимости от алкоголя или бензодиазепинов, но такая зависимость в большинстве случаев придаёт этим состояниям постоянный характер или прогрессивно усугубляет их. Многие пациенты, страдающие зависимостью от алкоголя или бензодиазепинов, после разговора с врачом о вреде этих веществ и их разрушительном влиянии на психическое здоровье принимают решение о прекращении употребления алкоголя или бензодиазепинов. Восстановление после бензодиазепиновой зависимости, как правило, занимает намного больше времени, чем после алкогольной зависимости, но практика показывает, что восстановление прежнего уровня здоровья возможно.
Хроническое долгосрочное употребление бензодиазепинов чревато повышенным риском импульсивного, агрессивного поведения и проявлениями насилия. Одно исследование показало, что 53% пациентов, принимавших бензодиазепины в течение длительного срока, проявляли насильственное поведение, в то время как только 5,3% пациентов, проходивших психотерапию (без приёма медикаментов), проявляли агрессивные склонности. Другое исследование показало, что у около трети из 42 пациентов, принимавших в течение долгого срока алпразолам (Ксанакс), развилась клиническая депрессия. Кроме того, согласно данным исследований, длительный приём бензодиазепинов может вызвать депрессию, а также характеризуется повышенным суицидальным риском и вообще повышенной смертностью.
Одно исследование, изучавшее 50 пациентов клиники, специализирующейся на лечении от бензодиазепиновой зависимости, показало, что долгосрочное употребление бензодиазепинов вызывает широкий ряд психологических и физиологических расстройств. Было выявлено, что после нескольких лет хронического употребления этих препаратов у значительной части пациентов развились различные нарушения физического и психического здоровья, включая агорафобию, синдром раздражённого кишечника, парестезии, повышенную возбудимость и панические приступы (при том, что эти симптомы до начала приёма бензодиазепинов отсутствовали). Физические и психические симптомы, вызванные хроническим употреблением, постепенно исчезают в течение года после завершения курса постепенной отмены. В рамках данного исследования трём из 50 пациентов неверно поставили предварительный диагноз рассеянного склероза, однако оказалось, что симптомы были вызваны хроническим употреблением бензодиазепинов. Был сделан вывод, что ухудшение физического и психического здоровья значительной части пациентов, вероятно, было вызвано привыканием к препаратам и потребностью в увеличении дозы по причине возникновения абстинентных синдромов при употреблении прежних доз. Согласно другой гипотезе, хроническое употребление бензодиазепинов вызывает скрытую растущую интоксикацию организма, что приводит к росту психопатологических состояний у хронических потребителей бензодиазепинов.
Долгосрочный приём бензодиазепинов у некоторых пациентов вызывает расстройства восприятия и деперсонализацию, даже при употреблении постоянной прописанной дозы; это может стать причиной увеличения срока лечения при отмене бензодиазепинов.
При длительном применении бензодиазепинов существует также риск гиперпродукции бронхиального секрета (бронхорее), которая у соматически ослабленных пациентов может осложняться развитием хронического бронхита и воспаления лёгких:44.

### Познавательные способности
Длительное употребление бензодиазепинов может привести к общему нарушению познавательных функций, включая нарушения внимания, речевого поведения, памяти, а также психомоторные расстройства и нарушения визуального восприятия. При прекращении длительного приёма этих препаратов познавательные способности пациентов улучшаются, хотя в некоторых случаях нарушения имеют постоянный характер или требуют более чем полугодичного срока для восстановления. У людей преклонного возраста долгосрочный приём бензодиазепинов вызывает риск обширной деградации познавательных способностей, но при постепенном прекращении приёма препаратов, как правило, отмечается их восстановление.

### Влияние на сон
Зависимость от бензодиазепинов может отрицательно повлиять на структуру сна. Среди возможных отрицательных эффектов — ухудшение дыхания во время сна.

### Опасность аутоагрессии и самоубийства
Употребление бензодиазепинов в значительной степени связано с риском самоубийства. Прописывать бензодиазепины следует с осторожностью, особенно пациентам из группы риска. Особенной осторожности требует прописывание бензодиазепинов подросткам с диагнозом депрессии.
Бензодиазепиновая зависимость нередко приводит к прогрессирующей деградации, включающей социальную дезадаптацию с последующим алкоголизмом и наркоманией. Нередко результатом хронической бензодиазепиновой зависимости становится самоубийство. Исследования показывают, что злоупотребление бензодиазепинами или другими депрессантами центральной нервной системы повышает риск суицида. По статистическим данным, суицид совершают около 11% мужчин и 23% женщин, хронически злоупотребляющих седативными препаратами.

### Иммунная система
Одно из исследований показало, что хроническое употребление бензодиазепинов вызывает значительные нарушения иммунной системы. Согласно данным исследований, диазепам и клоназепам оказывают долгосрочное, но непостоянное токсическое воздействие на иммунную систему эмбрионов беременных крыс. Было выявлено, что одиночные сверхвысокие дозы диазепама вызывают пожизненное угнетение иммунной системы у новорождённых крыс. Однако исследований влияния диазепама на иммунную систему человека не проводилось.

### Пожилые люди
У людей преклонного возраста долгосрочное употребление бензодиазепинов может привести к серьёзной интоксикации организма. Бензодиазепины, наряду с некоторыми другими препаратами, являются самой распространённой причиной медикаментозной деменции (слабоумия) — такова причина этого расстройства у 10% пациентов, проходящих лечение в связи с расстройствами памяти. Кроме того, они могут вызвать лекарственный синдром, характеризующийся сонливостью, атаксией (нарушением координации движений), чувством усталости или помрачением сознания, слабостью, головокружением, обмороками, обратимой деменцией, депрессией, расстройством интеллекта, психомоторными и сексуальными нарушениями, слуховыми и визуальными галлюцинациями, параноидными состояниями, паническими приступами, бредом, деперсонализацией, лунатизмом, агрессивностью, ортостатическими коллапсами и бессонницей. У пожилых людей, являющихся долгосрочными потребителями бензодиазепинов, обнаружен более высокий риск послеоперационной спутанности сознания. Кроме того, употребление данных препаратов пожилыми людьми связано с нарушениями моторики и работы вестибулярного аппарата, что может привести к падениям. Прекращение приёма бензодиазепинов приводит к улучшению моторных и познавательных функций у пожилых людей без усиления проблем, связанных с бессонницей.

### Влияние на новорождённых
Установлено, что бензодиазепины вызывают тератогенные нарушения. В частности, применение бензодиазепинов в первом триместре беременности приводит к небольшому повышению риска развития ротолицевых расщелин.
В целом литература по вопросам безопасного употребления бензодиазепинов в период беременности имеет неясный и противоречивый характер. Исследование Шведского центра регистрации новорождённых установило связь приёма бензодиазепинов с преждевременными родами, низким весом ребёнка и повышенным риском врождённых уродств.
У детей, подверженных влиянию бензодиазепинов в период вынашивания, часто обнаруживают нарушения неврологического развития (развития мозга и центральной нервной системы). Такие дети имеют низкий вес при рождении, который обычно приходит в норму в достаточно короткий срок; однако относительно малая окружность головы у них сохраняется навсегда. Другие негативные последствия приёма бензодиазепинов во время беременности включают такие клинические симптомы, как черепно-лицевые деформации, задержка в развитии хватательного рефлекса, отклонения в развитии мышечного тонуса и моторики. Расстройства моторики у детей наблюдаются вплоть до года после рождения. Значительные нарушения моторики проходят обычно через 18 месяцев, но нарушения мелкой моторики остаются навсегда. В дополнение к малой окружности головы, постоянно обнаруживаемой у детей, находящихся под воздействием бензодиазепинов в период вынашивания, у них также наблюдаются задержка умственного развития, нарушения функционального развития, продолжительные отклонения в поведении и низкие интеллектуальные способности.
По данным ретроспективного исследования, приём во время беременности бензодиазепинов, опиатов или их сочетания, по-видимому, может приводить к снижению остроты зрения у детей и перманентному нистагму.
Бензодиазепины, как и многие другие седативные и успокоительные препараты, вызывают апоптическое отмирание нейронных клеток. Однако бензодиазепины не вызывают такого сильного апоптоза (клеточной смерти) у развивающегося мозга, как алкоголь.

## Обсуждение на общественно-политическом уровне
В 2009 году британский парламент рекомендовал правительству провести расследование долгосрочных эффектов приёма бензодиазепинов.

### Групповой иск в Великобритании
Бензодиазепины вошли в историю как причина крупнейшего в истории группового иска против фармацевтических компаний в Великобритании. Судебное разбирательство по этому иску, в которое было вовлечено 14 000 пациентов и 1 800 юридических компаний, утверждавших, что производители скрывали от врачей свойство препаратов вызывать привыкание, велось в конце 1980-х и начале 1990-х годов. Иск был подан против 117 врачей и 50 лечебно-профилактических учреждений, от которых требовали возместить ущерб, связанный с вредным воздействием бензодиазепинов и лечением от зависимости. Однако решения по этому делу так и не было вынесено.